# Zdenka Braunerová
Zdislava Rosalina Augusta Braunerová detta Zdenka (Praga, 9 aprile 1858 – Praga, 23 maggio 1934) è stata una pittrice, illustratrice e grafica ceca la cui opera fu influenzata dal suo legame con Parigi.
Fu il primo membro femminile dell'Unione delle Belle Arti di Mánes e una mecenate di numerosi altri artisti cechi.

## Biografia
Nacque in una famiglia benestante. Suo padre era František August Brauner, un membro del Consiglio Imperiale. Sviluppò il suo interesse per l'arte grazie a sua madre Augusta, che era una pittrice dilettante. Scrittori e artisti di spicco erano ospiti abituali a casa sua. Quando il suo talento si fece evidente, iniziò a prendere lezioni da Amalie Mánesová. Successivamente studiò con Soběslav Pinkas.
Tutto ciò si aggiungeva alla sua istruzione regolare, e i suoi genitori furono colti di sorpresa quando seppero che aveva deciso di dedicarsi alla pittura come professione, ma non riuscirono a dissuaderla. In parte questa decisione potrebbe essere stata motivata dal suo incontro con Antonín Chittussi, un giovane pittore con il quale avrebbe sviluppato una lunga amicizia, tendendo a una storia d'amore. La relazione si raffreddò tuttavia negli ultimi anni di vita di Chittussi, così come quella con Julius Zeyer, che aveva diciassette anni più di lei. In seguito, un matrimonio combinato con Vilém Mrštík fu annullato all'ultimo minuto.

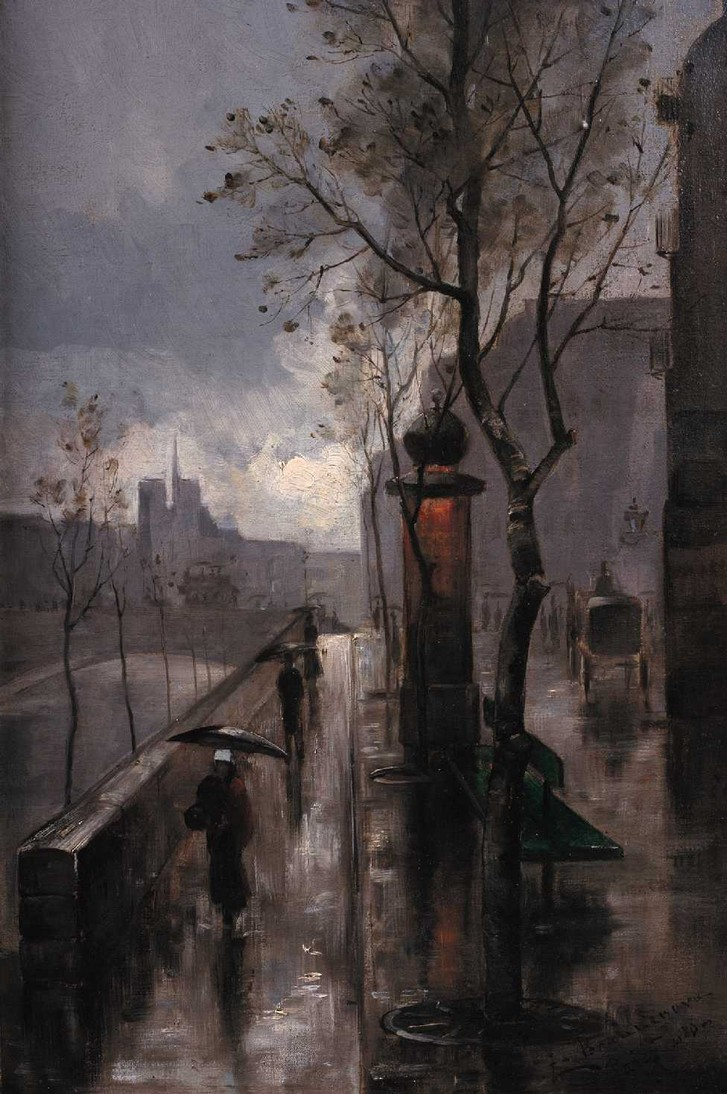
A Parigi (1886)

### L'influenza di Parigi
Una grande fonte d'ispirazione per la sua arte fu Parigi, dove trascorse alcuni mesi all'anno dal 1881 al 1893, nonché i pittori della scuola di Barbizon. Il suo futuro cognato Élémir Bourges le fu da guida e la presentò a molte figure letterarie come Maurice Maeterlinck e Anatole France. A Parigi partecipò anche all'Académie Colarossi. Espose frequentemente le sue opere al Salon di Parigi e al Rudolfinum di Praga. Tuttavia, in tutti questi anni, non abbandonò i suoi legami con la sua terra natale, spesso prendendo parte a spettacoli dove ballava in costumi cechi e cantava canzoni popolari. Aveva infatti considerato di diventare una cantante prima di dedicarsi all'arte. Nel 1896 divenne il primo membro femminile dell'Unione delle belle arti di Mánes, ma fu apparentemente espulsa nel 1906.
Successivamente aprì uno studio a Roztoky e nel 1902 estese un invito ad Auguste Rodin per visitare la Boemia e la Moravia. Nel 1909 sviluppò una stretta amicizia con Paul Claudel, che era il console francese a Praga. Ebbe anche un'ultima relazione, probabilmente platonica, con lo scrittore Miloš Marten. Era venticinque anni più giovane e la sua famiglia era scandalizzata, ma morì nel 1917 per le ferite subite durante la prima guerra mondiale.  Roztoky sarebbe stata la sua casa per il resto della sua vita e avrebbe tratto ispirazione dalle popolazioni rurali e dai paesaggi, mantenendo un diario dettagliato e una serie di quaderni di schizzi. Continuò a esibire le sue opere fino al 1932 e morì mentre era a casa della sua famiglia a Praga.
Oltre a dedicarsi alla pittura fu anche una tipografa, illustratrice di libri e incisore di vetri. Per molti anni si impegnò per aiutare a prevenire la distruzione della Staré Město, il centro medievale di Praga, e Josefov, il vecchio ghetto ebraico. Creò una serie di stampe raffiguranti l'area. Molti artisti più giovani, come František Bílek, Jan Zrzavý e Joža Uprka, ricevettero un sostegno finanziario da lei.